# Cathédrale de l'Immaculée-Conception de Comayagua
Cette  cathédrale n’est pas la seule cathédrale de l'Immaculée-Conception.
La cathédrale de l'Immaculée-Conception de Comayagua est une cathédrale catholique située dans la ville de Comayagua au Honduras. Elle est le siège du diocèse de Comayagua.

## Histoire
La construction commence en 1563, et cela s'est poursuivi tout au long de la période coloniale espagnole, en passant par trois phases de construction, ce qui laisse penser que la cathédrale a plus de 400 ans. Elle fut inaugurée le 8 décembre 1711 et consacrée en 1715 ce qui en fait une des plus vieilles cathédrale d'Amérique centrale,.

## Architecture
Elle se compose d'un plan en croix latine à trois nefs voûtées en berceau, à cinq travées, le presbytère est couvert de trois coupoles hémisphériques. Son style architectural est baroque et possède un patio et un clocher qui a une horloge qui est considérée comme la plus ancienne d'Amérique, fabriquée en l'an 1100 en Espagne sous l'occupation musulmane.